# 皮錫瑞

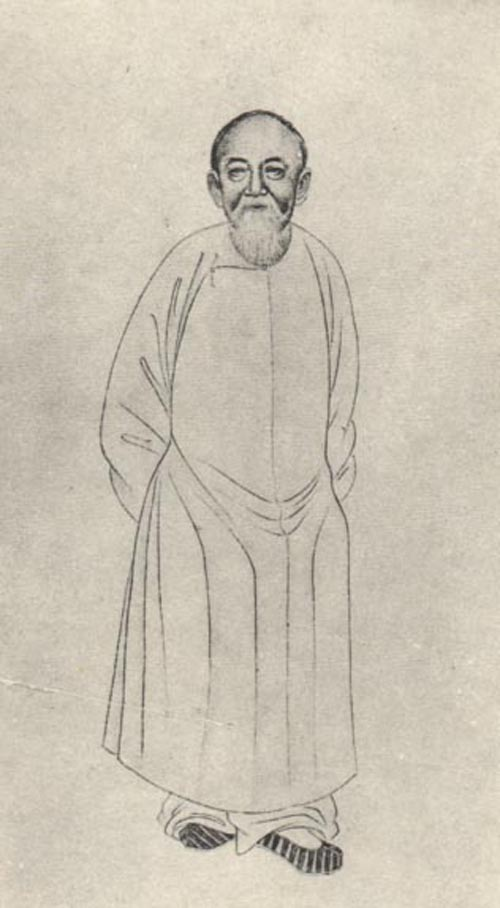
皮錫瑞（《清代學者象傳》）

皮錫瑞（1850年—1908年），字鹿門，一字麓雲，湖南善化人。因景仰西汉初年傳授《尚书》的儒者伏生，故名其書齋曰「師伏堂」，學者因此稱其「師伏先生」。

## 生平
清朝道光三十年（1850年）出生於善化，同治二年（1863年）考取秀才，同治十二年（1873年）拔贡，光绪五年，三十歳開始研究经学。光绪八年（1882年）再中举人。皮锡瑞强调“说经宜先知汉今、古文家法”。光绪二十九年癸卯（1903年）受聘于湖南师范馆，讲授经学、伦理两门课程。因治尚書服膺伏生，故宗今文說，被誉为“研精汉儒经训之学，宏通详密，多所发明”。因参加南学会，宣传变法维新，由皮锡瑞主讲学术，黃遵憲主讲政教，谭嗣同主讲天文，鄒代鈞主讲舆地，戊戌政变后，被革去举人，交地方官管束，1901年，湖南巡抚俞廉三奏请开复其举人称号，仍嚴加看管。五十歲時自寿联一副：“阅世五十年，所欠一死；著书百万字，不值半文。”
光绪三十四年（1908年），卒於家中。

## 著作
略分三期，其初《尚書大傳疏證》、《古文尚書疏證辨正》、《九經淺說》、《古文尚書冤詞評議》、《孝經鄭注疏》、《鄭志疏證》、《今文尚書考證》及《聖證論補評》等書。戊戌後，成《尚書中候疏證》、《駁五經異義疏證》、《發墨守箴膏肓釋廢疾疏證》，《漢碑引經考》及《王制箋》等書，於光緒二十五年己亥（1899年）湖南思賢書局刊行。